# Гремучая пещера
Гремучая, пещера Гремучая — коррозионно-гравитационная пещера вертикального типа (шахта) на Приморском массиве в Крыму. Относится к Горно-Крымской карстовой области. 

## Описание
Крупная тектоническая (гравитационная) шахта (пещера вертикального типа). Заложена в верхнеюрских тонкослоистых известняках. Протяженность — 380 метров, глубина — 100 метров, площадь — 400 м², объем — 6000 м³, высота входа — 600 метров, категория трудности — 2А.
Пещера была открыта в 1981 году московскими спелеологами. Топосъемка выполнена А. Вятчиным, В. Сергеевым, З. Стрижковым, В. Мальцевым. 
Входы в пещеру расположены на наклонной поверхности оползшего блока. Шахта идет по трещине отседания. Представляет комбинацию мелких внутренних колодцев глубиной 5-20 м, располагающихся между отдельными глыбами известняков различных размеров. Северо-восточные и юго-западные стенки колодцев сложены коренными известняками, северо-западные и юго-восточные - не имеют четких очертаний, представляя или сужение трещин отседания, или глыбовый заполнитель этих трещин. На глубине 95 м из юго-восточной конечности полости вытекает периодический ручей.